# 1100
| 1100               |
| ------------------ |
| Dødsfald - Fødsler |
|                    |

| Gregoriansk kalender | 1100 MC                 |
| Ab urbe condita      | 1853                    |
| Armensk kalender     | 549 ԹՎ ՇԽԹ              |
| Kinesiske kalender   | 3796 – 3797 己卯 – 庚辰 |
| Etiopisk kalender    | 1092 – 1093             |
| Jødisk kalender      | 4860 – 4861             |
| Hindukalendere       |                         |
| - Vikram Samvat      | 1155 – 1156             |
| - Shaka Samvat       | 1022 – 1023             |
| - Kali Yuga          | 4201 – 4202             |
| Iransk kalender      | 478 – 479               |
| Islamisk kalender    | 493 – 494               |

Konge i Danmark: Erik Ejegod 1095-1103
Se også 1100 (tal)